# Иддон, Ричард
Ри́чард И́ддон (англ. Richard Iddon; 22 июня 1901 — 26 февраля 1975), также известный как Дик Иддон (англ. Dick Iddon) — английский футболист, нападающий.

## Биография
Родился в Тарлтоне, графство Ланкашир. Выступал за «Тарлтон», «Престон Норт Энд», «Лейленд» и «Чорли».
В мае 1925 года перешёл в «Манчестер Юнайтед». Дебютировал за клуб 29 августа 1925 года в первом матче сезона 1925/26 против «Вест Хэм Юнайтед» на «Болейн Граунд». «Манчестер Юнайтед» проиграл со счётом 1:0 свою первую игру после возвращения в Первый дивизион , а Иддон в том сезоне больше не появлялся в основном составе команды. В следующий раз сыграл в основном составе только 5 февраля 1927 года: это был матч Первого дивизиона против «Бернли» на «Терф Мур». Таким образом, за два года в команде Иддон провёл только два матча в основном составе, и в июне 1927 года вернулся в «Чорли».
Проведя ещё один сезон в «Чорли», в 1928 году Иддон перешёл в клуб «Нью-Брайтон». В сезоне 1928/29 провёл за команду 11 матчей и забил 2 мяча в рамках Третьего северного дивизиона.